# Introversion Software
Introversion Software — компания в Великобритании, основанная в 2001 году тремя друзьями: Крис Делэй (англ. Chris Delay), Марк Моррис (англ. Mark Morris) и Томас Арундел (англ. Thomas Arundel), которые познакомились в Имперском колледже Лондона.
Их первым проектом была игра Uplink, которую в основном делал Крис, в то время как Томас и Марк занимались маркетингом. Малый начальный капитал позволил им купить только CD-R диски и картриджи для принтера. Первые копии игры были записаны вручную. Низкобюджетный проект принёс хорошую прибыль, однако у компании были постоянные проблемы с издателем. Последний из них, Strategy First, перестал платить отчисления от продаж издаваемой игры Uplink (издатель был на грани банкротства). Поступления от прямых продаж иссякли летом 2003 года. Компания оказалась в финансовой пропасти, основатели были вынуждены вкладывать личные средства, чтобы оставаться на плаву. Оставалось надеяться на следующий проект компании — Darwinia. Но, несмотря на позитивные отзывы критиков и успех среди игроков, продажи, хорошо шедшие в первые недели после релиза, резко снизились.
В условиях угрозы банкротства Introversion заключает контракт с Valve на предоставление Steam в качестве средства распространения выпускаемых игр. Представители Valve встретили предложение с энтузиазмом (Steam не был ещё популярным и страдал нехваткой хороших игр) и 14 декабря 2005 года Darwinia стала доступна более широкой игровой аудитории. Отчисления от продаж через Steam позволили продержаться компании на плаву до выпуска своего следующего проекта — игры DEFCON. В день открытия предварительной покупки, 15 сентября 2006 года, Introversion потратила последние 1500 фунтов стерлингов. К счастью для компании, игра продавалась намного лучше, чем ожидали создатели. Steam наконец-то дала продукции Introversion коммерческий успех.
19 сентября 2008 года была выпущена многопользовательская версия Darwinia — Multiwinia. Следующим проектом компании стала игра Subversion, но её разработка была прекращена в 2011 году. В 2012 году Introversion Software выпускает в ранний доступ игру Prison Architect, которая была хорошо встречена, как критиками, так и игроками. Полная версия Prison Architect вышла в 2015 году. Всего было продано более двух миллионов копий игры. Следующая игра Introversion, Scanner Sombre вышла в 2017 году. По заявлению самих разработчиков, игра стала коммерческим провалом. В январе 2019 года компания Paradox Interactive объявила о приобретении прав на Prison Architect.
В апреле 2022 года в честь 10000-й годовщины вышел ремастер Darwinia — 10000th Anniversary Edition. В середине 2022 года компания анонсировала свою новую стратегическую игру The Last Starship, которая вышла в феврале 2023 года.

## Список игр
- Uplink (2001)
- Darwinia (2005)
- DEFCON (2006)
- Multiwinia (2008)
- Subversion (разработка остановлена)
- Prison Architect (2015)
- Scanner Sombre (2017)
- The Last Starship (2023)